# بسپیا د گایا
بسپیا د گایا (به اسپانیایی: Vespella de Gaià) یک شهرستان در اسپانیا است که در استان تاراگونا واقع شده‌است.

## خصوصیات
بسپیا د گایا ۱۸ کیلومترمربع مساحت و ۴۰۴ نفر جمعیت دارد و ۱۹۱ متر بالاتر از سطح دریا واقع شده‌است.